# 1698
| [ Edytuj tabelę ]              | |
| Król Polski                    | - 1696 August II Mocny 1706 |
| Współksiążęta Andory           | - 1695 Julià Cano i Thebar 1714 - 1643 Ludwik XIV 1715                                                                                         |
| Król Anglii i Szkocji          | - 1694 Wilhelm III Orański 1702 |
| Elektor Bawarii                | - 1679 Maksymilian II Emanuel 1726 |
| Elektor Brandenburgii          | - 1688 Fryderyk III 1701 |
| Sułtan Brunei                  | - 1690 Nassaruddin 1705 |
| Cesarz Chin                    | - 1661 Kangxi 1722 |
| Król Czech                     | - 1657 Leopold I Habsburg 1705 |
| Król Danii                     | - 1670 Chrystian V 1699 |
| Dalajlama                      | - 1683 Cangjang Gjaco 1706 |
| Cesarz Etiopii                 | - 1682 Ijasu Wielki 1706 |
| Król Francji                   | - 1643 Ludwik XIV 1715 |
| Król Hiszpanii                 | - 1665 Karol II 1700 |
| Landgraf Hesji-Kassel          | - 1670 Karol I Heski 1730 |
| Stadhouder Holandii            | - 1672 Wilhelm III Orański 1702 |
| Szach Iranu                    | - 1694 Sultan Husajn 1722 |
| Państwo Wielkich Mogołów       | - 1658 Aurangzeb 1707 |
| Król Irlandii                  | - 1689 Wilhelm III Orański 1702 |
| Cesarz Japonii                 | - 1687 Higashiyama 1709 |
| Kalif                          | - 1695 Mustafa II 1703 |
| Patriarcha Konstantynopola     | - 1694 Kallinik II 1702 |
| Władca Korei                   | - 1674 Sukjong 1720 |
| Książę Kurlandii i Semigalii   | - 1682 Fryderyk Kazimierz Kettler 1698 - 1698 Fryderyk Wilhelm Kettler 1711                                                                    |
| Sułtan Maroka                  | - 1672 Maulaj Isma’il 1727 |
| Książę Monako                  | - 1662 Ludwik I 1702 |
| Król Nawarry                   | - 1643 Ludwik XIV 1710 |
| Król Norwegii                  | - 1670 Chrystian V 1699 |
| Sułtan Omanu                   | - 1692 Sajf I ibn Sultan 1711 |
| Elektor Palatynatu             | - 1690 Jan Wilhelm 1716 |
| Papież                         | - 1691 Innocenty XII 1700 |
| Książę Parmy i Piacenzy        | - 1694 Franciszek 1727 |
| Król Portugalii                | - 1683 Piotr II 1706 |
| Książę w Prusach               | - 1688 Fryderyk 1701 |
| Car Rosji                      | - 1682 Piotr I Wielki 1725 |
| Cesarz Rzymski (niemiecki)     | - 1658 Leopold I Habsburg 1705 |
| Kapitanowie Regenci San Marino | - 1697 Giuliano Belluzzi Melchiorre Martelli 1698 - 1698 Innocenzo Bonelli Lorenzo Giangi 1698 - 1698 Onofrio Onofri Giambattista Ceccoli 1699 |
| Elektor Saksonii               | - 1694 Fryderyk August I (król Polski) 1733 |
| Król Szwecji                   | - 1697 Karol XII 1718 |
| Król Tajlandii                 | - 1688 Phet Racha 1703 |
| Sułtan Turków                  | - 1695 Mustafa II 1703 |
| Doża Wenecji                   | - 1694 Silvestro Valiero 1700 |
| Król Węgier                    | - 1655 Leopold I 1705 |
| Książęta Wirtembergii          | - 1677 Eberhard Ludwik 1733 |

Rok 1698 / MDCXCVIII
stulecia: XVI wiek ~
XVII wiek ~
XVIII wiek

lata: 1688 «
1693 «
1694 «
1695 «
1696 «
1697 «
1698
» 1699
» 1700
» 1701
» 1702
» 1703
» 1708

## Wydarzenia w Polsce
- 8-9 września – hetman polny koronny Feliks Kazimierz Potocki pokonał w bitwie pod Podhajcami Tatarów (ostatnia zwycięska bitwa wojska polskiego z Tatarami); zawarty 4 miesiące później pokój w Karłowicach pozostał nienaruszony po kres istnienia I Rzeczypospolitej.

## Wydarzenia na świecie
- 4 stycznia – spłonęła rezydencja monarchów brytyjskich – pałac Whitehall.
- 20 sierpnia – V wojna austriacko-turecka: bitwa morska pod Samotraką.
- 5 września – Piotr I Wielki wprowadził podatek od posiadania brody.

## Urodzili się
- 16 lutego – Johann Elias Ridinger, niemiecki malarz, grafik i rysownik (zm. 1767)
- 26 marca – Jean Lamour, francuski kowal i ślusarz (zm. 1771)
- 20 lipca – Józef Pawłowski, polski duchowny katolicki, biskup pomocniczy poznański (zm. 1759)
- 13 sierpnia – Adelajda Orleańska, francuska benedyktynka, ksieni Chelles (zm. 1743)
- 3 września – Adam Stanisław Grabowski, polski duchowny katolicki, biskup chełmiński, kujawski i warmiński (zm. 1766)
- 28 września – Pierre Louis Maupertuis, francuski matematyk, fizyk, filozof i astronom (zm. 1759)
- 7 października - Michał Ignacy Kunicki, polski duchowny katolicki, biskup sufragan krakowski (zm. 1751)

- data dzienna nieznana: 
  - Elżbieta Drużbacka, polska poetka (zm. 1765)
  - Colin Maclaurin, szkocki matematyk (zm. 1746)

## Zmarli
- 4 listopada – Rasmus Bartholin, naukowiec duński (ur. 1625)

## Święta ruchome
- Tłusty czwartek: 6 lutego
- Ostatki: 11 lutego
- Popielec: 12 lutego
- Niedziela Palmowa: 23 marca
- Wielki Czwartek: 27 marca
- Wielki Piątek: 28 marca
- Wielka Sobota: 29 marca
- Wielkanoc: 30 marca
- Poniedziałek Wielkanocny: 31 marca
- Wniebowstąpienie Pańskie: 8 maja
- Zesłanie Ducha Świętego: 18 maja
- Boże Ciało: 29 maja